# Ferrari 275 GTB
Der Ferrari 275 GTB und sein äußerlich weitgehend gleicher Nachfolger 275 GTB/4 sind geschlossene Straßensportwagen des italienischen Automobilherstellers Ferrari, die von 1964 bis 1968 produziert wurden. Beide Modelle gehören zur Ferrari-275-Familie, die unter anderem auch den stilistisch eigenständigen Spyder 275 GTS umfasst. Zeitweise waren die Coupés die Spitzenmodelle in Ferraris Programm.

## Entstehungsgeschichte
Ab 1953 bestand das Programm Ferraris im Bereich der Straßensportwagen in erster Linie aus der weit verzweigten Modellfamilie 250, deren Mitglieder von 3,0 Liter großen Zwölfzylindermotoren angetrieben wurden. 1963 begann Ferrari, die 250-Reihe durch die Baureihe 330 zu ersetzen, die neu konstruierte Zwölfzylindermotoren mit 4,0 Liter Hubraum hatte. Nach und nach erschienen die Modelle 330 America (1963), 330 GT 2+2 (1964) und 330 GTC (1966), die unterschiedliche Kundengruppen ansprachen. Diesen vergleichsweise schweren Autos stellte Ferrari 1964 die 275-Baureihe zur Seite, die leichter war und höhere Endgeschwindigkeiten erreichte. Sie hatte einen 3,3 Liter großen Zwölfzylindermotor. Der Hubraum jedes Zylinders betrug 275 cm³; von diesem Wert war die Modellbezeichnung der Baureihe abgeleitet. Die Straßenversion 275 GTB sollte die Lücke zwischen den langsameren 330-Modellen und dem exklusiven 500 Superfast füllen, der ab 1964 in sehr geringen Stückzahlen hergestellt wurde. Zugleich war der 275 GTB eine Reaktion auf den ein Jahr zuvor vorgestellten Lamborghini 350 GT, der ein ähnliches Leistungsbild zeigte. Mit der Einstellung des 500 Superfast im Jahr 1966 übernahm das zum 275 GTB/4 weiterentwickelte Auto die Rolle des Spitzenmodells im Ferrari-Programm. Ferrari stellte dem 275 GTB von 1964 bis 1966 eine offene Version mit der Bezeichnung 275 GTS zur Seite, die äußerlich eigenständig ist. Daneben gab es die Rennsportversionen 275 GTB/C, die in geringen Stückzahlen gefertigt wurden. Der 275 GTB/4 und die offene Version GTS wurden ab 1968 durch den 365 GTB/4 „Daytona“ ersetzt, der viele Komponenten des 275 übernahm, aber einen größeren Motor und eine eigenständige Karosserie hatte.

## Beschreibung

### Chassis und Fahrwerk
Das Chassis des 275 GTB trägt die werksinterne Bezeichnung Tipo 563. Strukturell hat der 275 GTB einen Leiterrahmen. Er teilt sich die Grundkonstruktion und den Radstand mit dem Rahmen des 1963 eingestellten Ferrari 250 GT SWB. Hier wie da besteht er aus verschweißten Rohren mit ovalem und rechteckigem Querschnitt. Neu war allerdings die Radaufhängung: Während die 250-Reihe hinten noch eine Starrachse hatte, sind beim 275 alle vier Räder einzeln aufgehängt. Vorn und hinten besteht die Aufhängung aus doppelten Dreiecksquerlenkern, Schraubenfedern und hydraulischen Teleskopstoßdämpfern mit zusätzlichen Stabilisatoren. Diese Auslegung war neu bei Ferraris Straßensportwagen und stellte eine Reaktion auf den Lamborghini 350 GT dar, der eine vergleichbare Aufhängung hatte. An allen Rädern sind servounterstützte Scheibenbremsen verbaut. Eine Neukonstruktion ist auch die Achseinheit, in der das handgeschaltete Fünfganggetriebe zusammen mit dem Differential an der Hinterachse montiert ist (Transaxle-Bauweise). Daraus ergibt sich eine Verbesserung der Gewichtsverteilung und des Platzangebots im Innenraum. Die Kupplung sitzt wie bei den älteren Ferraris am Schwungrad. Die Kardanwelle ist an einem schlanken, jedoch stabilen Träger mit zentralem Festlager montiert.

### Motor

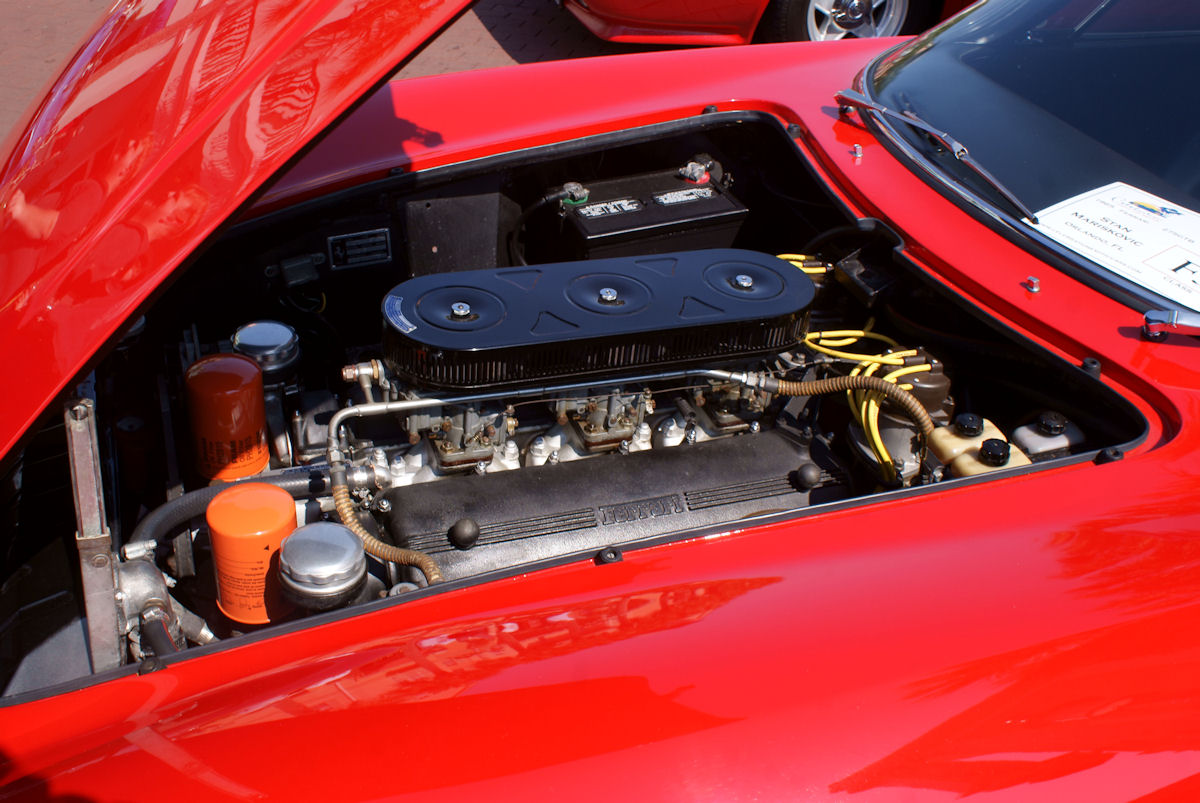
Colombo-Zwölfzylinder in einem 275 GTB

Der Ferrari 275 GTB wird von einem 3,3 Liter großen Zwölfzylinder-V-Motor angetrieben (3286 cm³; Bohrung × Hub: 77 × 58,8 mm), der die Werksbezeichnung Tipo 213 trägt. Dieser Motor ist die letzte Ausbaustufe einer auf Gioacchino Colombo zurückgehenden Konstruktion, die 1947 mit einem Hubraum von 1,5 Litern begann und in der Familie 250 bereits auf 3,0 Litern Gesamtvolumen gewachsen war. Durch ihn unterscheidet sich der 275 GTB von den parallel angebotenen Sportwagen der Familie 330, deren 4,0 Liter großer Zwölfzylindermotor (Tipo 209) einen neu konstruierten Block aufweist.
Im Ferrari 275 GTB wird die Basisversion des 3,3 Liter großen Zwölfzylinders eingesetzt. Der Motor hat hier eine Nasssumpfschmierung. Pro Zylinder gibt es ein Ein- und ein Auslassventil. Jede Zylinderreihe hat eine obenliegende Nockenwelle, die über eine Kette angetrieben wird. Die Verdichtung beträgt 9,2 : 1. Die Gemischaufbereitung erfolgt standardmäßig durch drei Weber-Doppelvergaser (Typ 40 DCZ/6). Die Höchstleistung dieser Motorversion beträgt 280 PS (206 kW) bei 7600 Umdrehungen pro Minute. Alternativ konnten sechs Doppelvergaser eingebaut werden, durch die die Motorleistung auf 300 PS (221 kW) stieg. Diese Version sprach aber schlechter auf Lastwechsel an und war im Straßenverkehr weniger gut zu fahren.

### Karosserie

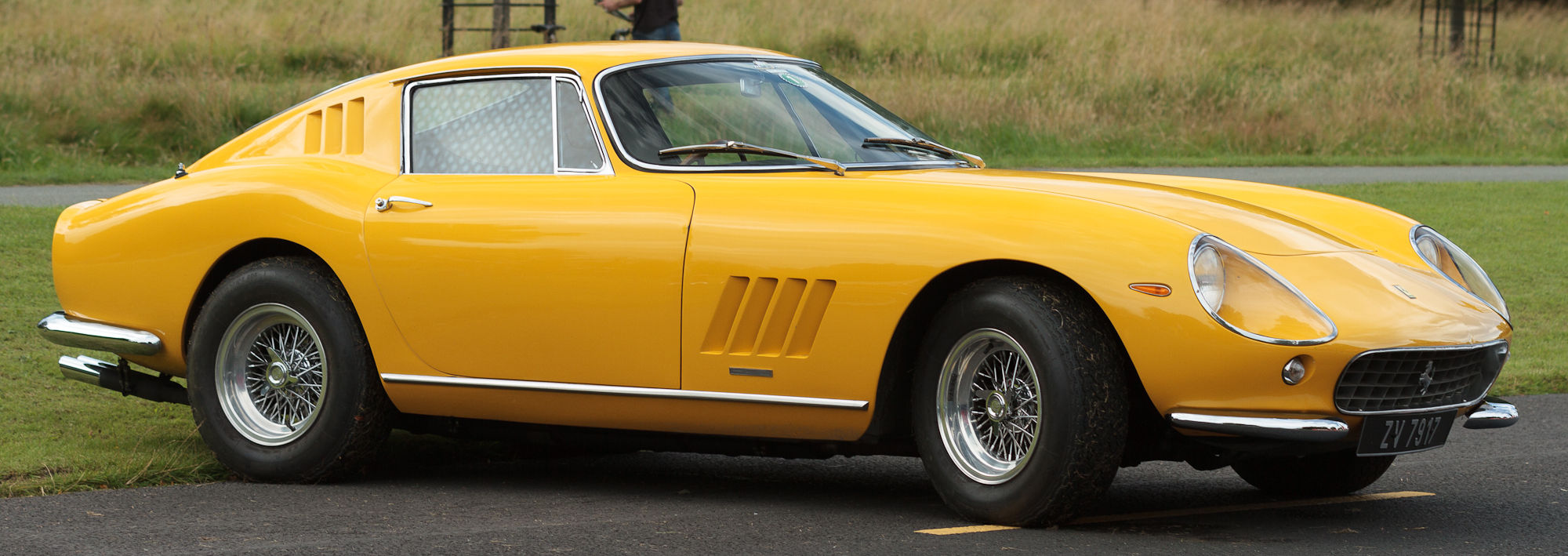
Tief sitzende Stoßstange: Ferrari 275 GTB „Short Nose“ (1965)

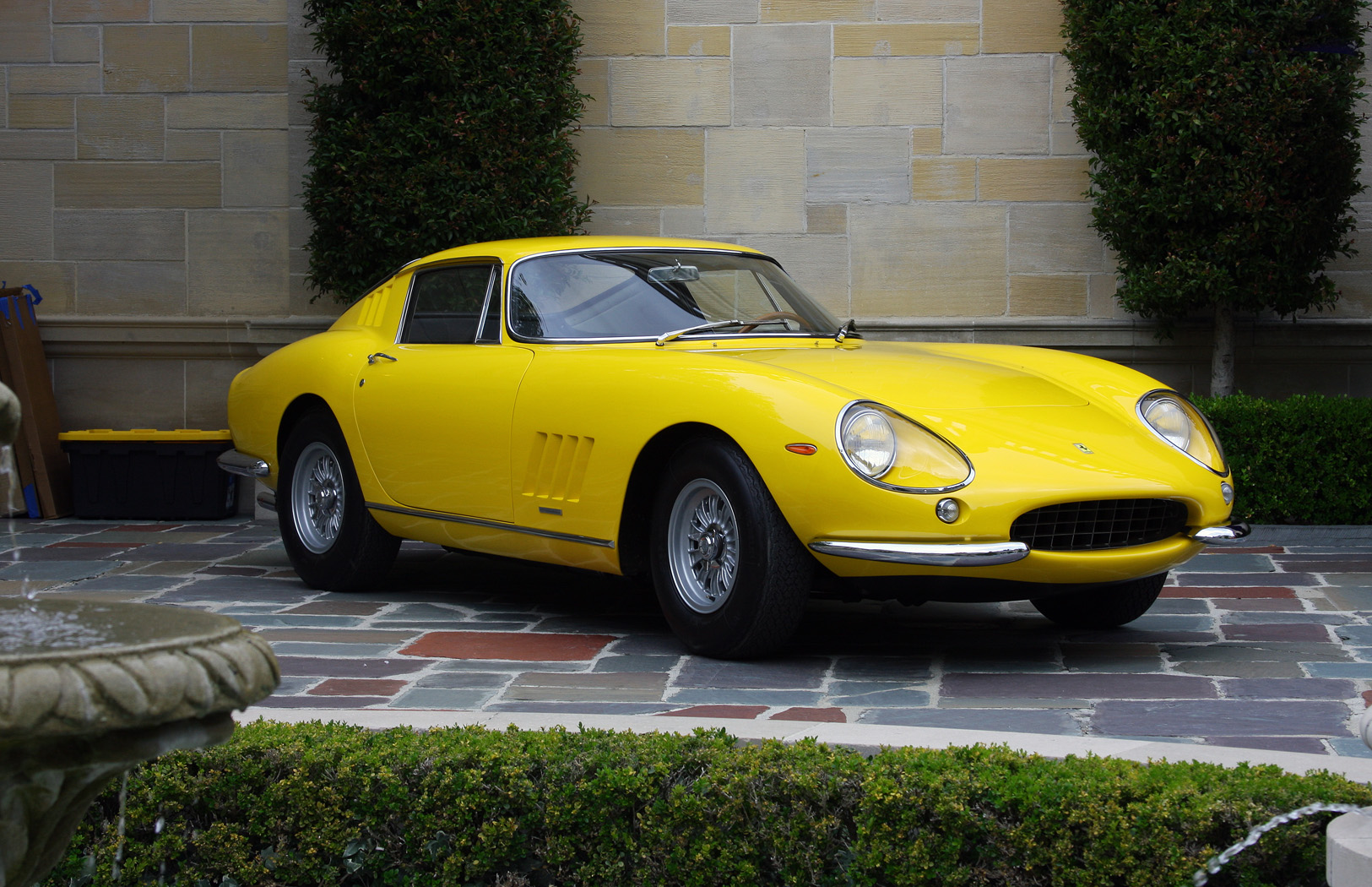
Höher aufgehängte Stoßstange: Ferrari 275 GTB „Long Nose“ (1966)

Der Ferrari 275 GTB ist ein zweisitziges Coupé mit einer Fließheckkarosserie. Der Karosserieentwurf stammt von Pininfarina. Die meisten 275 GTB haben eine Stahlkarosserie; lediglich Türen und Hauben sind aus Aluminium. Einige Aufbauten wurden allerdings auf Kundenwunsch ganz aus Aluminium gefertigt.
Stilistisch griff Pininfarina beim Entwurf der Karosserie Merkmale der inzwischen eingestellten Modelle 250 GTO und des 250 GT Lusso auf. Der 275 GTB hat eine sehr lange Motorhaube, ein fließendes Dach mit knapp geschnittener Fahrgastzelle und eine Abrisskante am Fahrzeugheck. Markante Designelemente sind die Luftauslässe in den vorderen Kotflügeln, deren Thema sich in der B-Säule hinter den Türen wiederholt. Es gibt zwei Designvarianten:
- Die bis 1965 produzierten Fahrzeuge der ersten Serie haben einen kurzen vorderen Überhang; sie werden in der Literatur als „275 GTB Short Nose“ bezeichnet.
- Zum Pariser Autosalon 1965 gab es einige stilistische Änderungen. Neben einem größeren Heckfenster erhielten die Autos vor allem einen längeren vorderen Überhang und damit verbunden höher positionierte Frontstoßstangen. Diese zweite Serie wird als „Long Nose“ bezeichnet. Die Änderung der Frontgestaltung hatte vor allem aerodynamische Gründe: Bei der „Short-Nose“-Version hob sich die Frontpartie bei höheren Geschwindigkeiten spürbar an.[7][5]

Die Form des 275 GTB wurde als sportlich-aggressiv wahrgenommen, andere sehen eine „Mischung aus Eleganz und Aggressivität.“
Der Designer Franco Scaglione kopierte wesentliche Elemente des GTB für den italienisch-amerikanischen Sportwagen Intermeccanica Italia.

### Fahrleistungen
Die Höchstgeschwindigkeit des 275 GTB in der mit drei Doppelvergasern ausgestatteten Version wird mit 260 km/h angegeben. Damit ist er etwa 20 km/h schneller als der gleichzeitig produzierte 330 GTC mit 4,0-Liter-Motor.

## 275 GTB/4

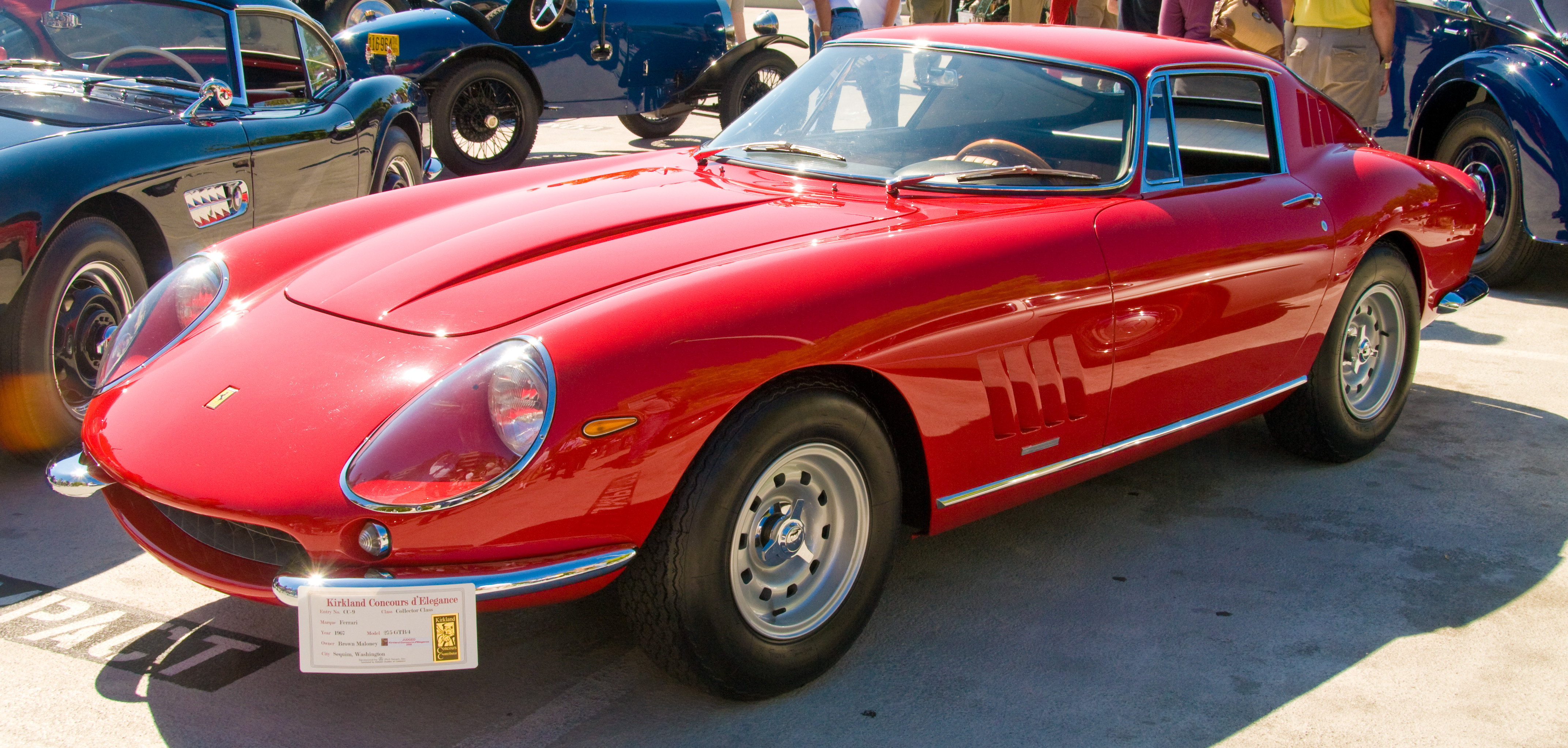
Ferrari 275 GTB/4

1966 löste Ferrari den 275 GTB durch die weiterentwickelte Version 275 GTB/4 ab. Sie unterscheidet sich vom ursprünglichen 275 GTB vor allem durch die Motorisierung, äußerlich gibt es geringe stilistische Abweichungen.
Im 275 GTB/4 wird eine als Tipo 226 bezeichnete Version des 3,3-Liter-Zwölfzylinders eingesetzt, der im Gegensatz zur Basisversion zwei obenliegende Nockenwellen für jede Zylinderreihe hat. Er ist Ferraris erster Straßenmotor mit vier obenliegenden Nockenwellen. Außerdem hat er eine Trockensumpfschmierung und zwei vor dem Kühler positionierte Lüfter. Das Gemisch wird von sechs Weber-Doppelvergasern (Typ 40 DCN9, 40 DCN17 oder 40DCN18) aufbereitet. Die Motorleistung beträgt 300 PS (221 kW). Das Chassis ist weitgehend unverändert; es trägt die Bezeichnung Tipo 596.
Die Karosserie ist weitgehend mit der des 275 GTB „Long Nose“ gleich, hat aber anders als das Ausgangsmodell eine Ausbuchtung in der Motorhaube, um den höher bauenden Motor unterbringen zu können. Die Ausbuchtung wird teilweise als Höcker, gelegentlich auch als Power Dome bezeichnet. Ein weiteres äußeres Unterscheidungsmerkmal ist ein verchromtes Ferrari-Pferd auf dem Kofferraumdeckel. Auch beim 275 GTB/4 wurde die Karosserie auf Kundenwunsch entweder aus Stahl oder aus Aluminium gefertigt. Je nach Quelle gab es 13 oder 19 Fahrzeuge mit Aluminiumaufbau. Das Gewicht der Autos mit Stahlkarosserie liegt bei 1300 kg und ist damit 200 kg höher als das des 275 GTB. Die Höchstgeschwindigkeit eines GTB/4 mit Stahlkarosserie wurde mit 270 km/h angegeben.

## Offene Versionen

### 275 GTS

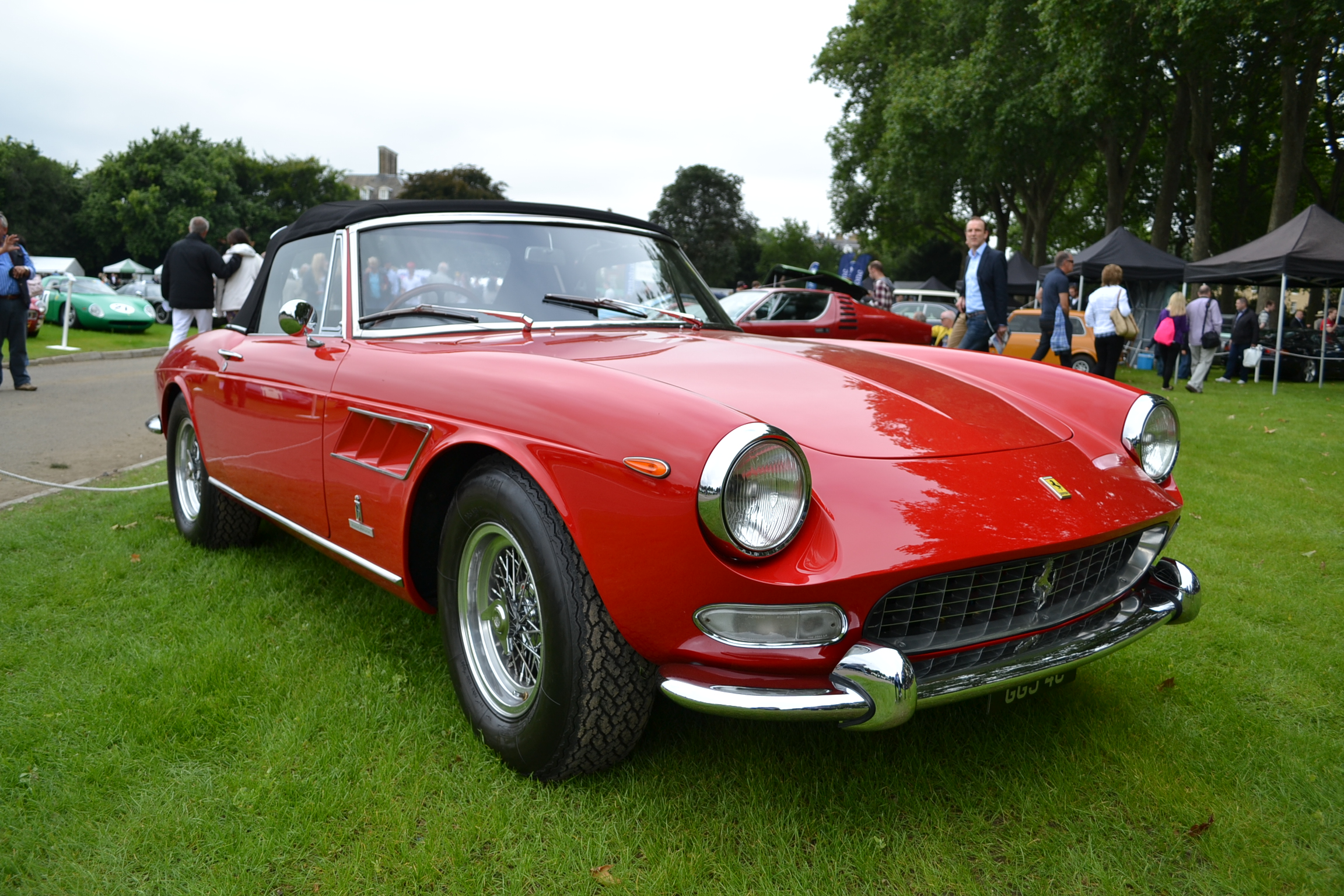
Ferrari 275 GTS

Werksseitig bot Ferrari von 1964 bis 1966 den offenen 275 GTS an. Dieses ebenfalls von Pininfarina gestaltete Modell übernahm nicht die Designmerkmale des 275 GTB; es hat vielmehr eine stilistisch gänzlich eigenständige Karosserie, die – im Unterschied zur Berlinetta – bei Pininfarina selbst gefertigt wurde. Seine Produktion endete mit der Einstellung des 275 GTB. Der Tipo-226-Motor mit vier Nockenwellen wurde werksseitig nicht in den 275 GTS eingebaut. An die Stelle des 275 GTS trat ab 1966 der 330 GTS mit 4,0 Liter großem Zwölfzylindermotor und zwei obenliegenden Nockenwellen.

### 275 GTB/4 NART Spyder

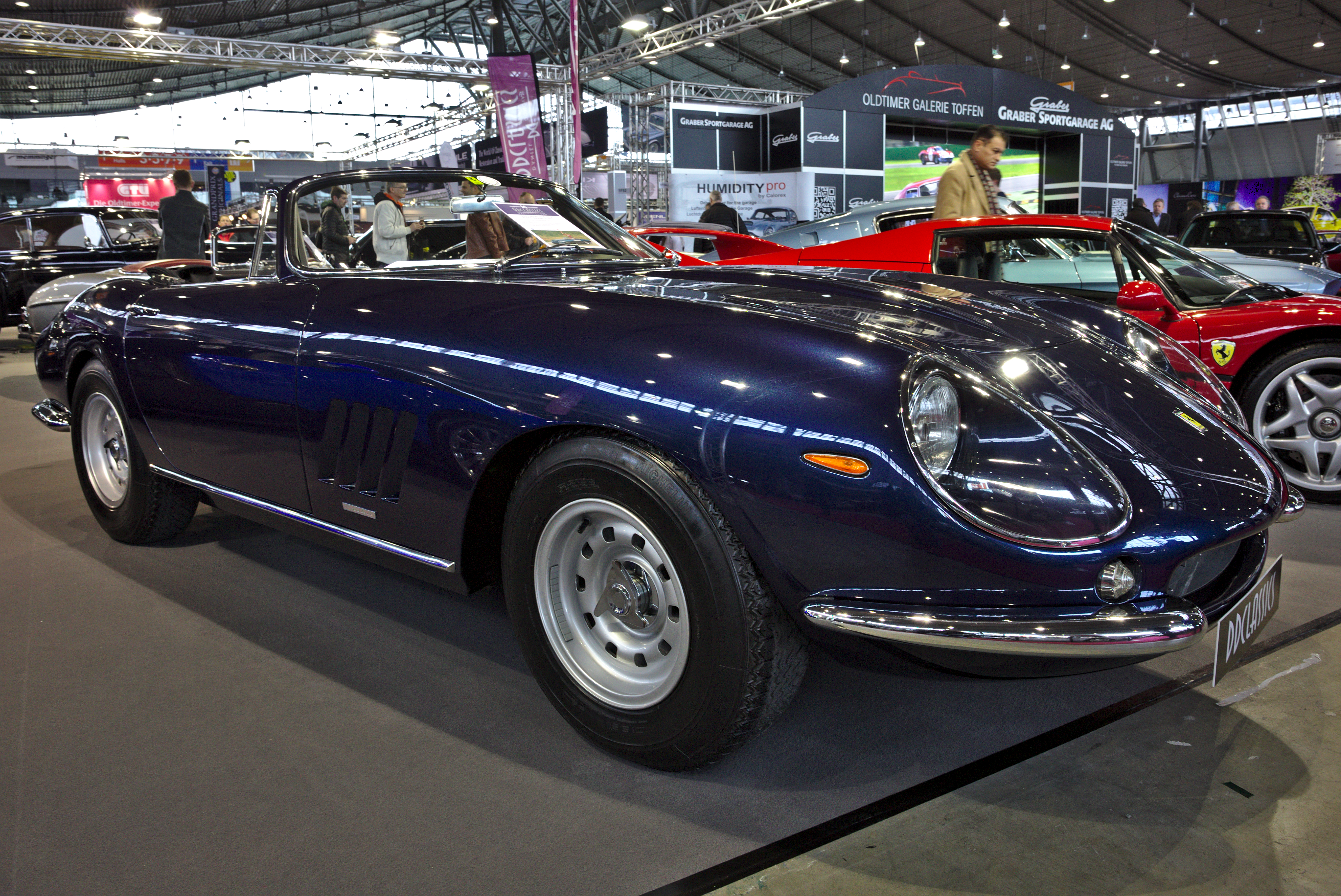
275 GTB/4 NART Spyder

Nach der Einstellung des 275 GTS bot der amerikanische Ferrari-Importeur Luigi Chinetti ein zweisitziges Cabriolet mit der Karosserie und der Technik des 275 GTB/4 an. Das 275 GTB/4 NART Spyder genannte Auto wurde bei Scaglietti aufgebaut. Insgesamt entstanden zehn Fahrzeuge dieses Typs, die nicht als offizielle Ferrari-Modelle anerkannt sind. Eines dieser Autos erschien mit Steve McQueen in dem Spielfilm Thomas Crown ist nicht zu fassen. Die 275 GTB/4 NART Spyder ließen sich in den späten 1960er-Jahren nur schwer absetzen. Heute allerdings sind sie hoch begehrt und erreichen achtstellige Dollar-Preise.

## Produktion
Der Ferrari 275 GTB wurde zusammen mit dem GTS im Oktober 1964 auf dem Pariser Autosalon vorgestellt. Kurz danach begann die Serienfertigung. Den Aufbau des GTB übernahm, wie vielfach bei Ferraris Straßenfahrzeugen, das selbständige Karosseriewerk Scaglietti in Modena. Ferrari fertigte nur die Motoren selbst. Auch der GTB/4 entstand bei Scaglietti. Der offene 275 GTS hingegen wurde bei Pininfarina aufgebaut.
Von 1964 bis 1966 entstanden insgesamt 450 Exemplare des 275 GTB. 204 von ihnen waren „Short-Nose“-Modelle, 246 „Long-Nose“-GTBs. Der Produktionsumfang des 275 GTB/4 ist geringer. Von ihm baute Scaglietti bis Ende 1967 insgesamt 330 Stück. Die letzten wurden 1968 ausgeliefert.

## Technische Daten
| Technische Daten Ferrari 275 GTB und GTB/4 | Technische Daten Ferrari 275 GTB und GTB/4                               | Technische Daten Ferrari 275 GTB und GTB/4                   |
| ------------------------------------------ | ------------------------------------------------------------------------ | ------------------------------------------------------------ |
|                                            | 275 GTB                                                                  | 275 GTB/4                                                    |
| Motor:                                     | 12-Zylinder-V-Motor (Viertakt), Gabelwinkel 60°, vorne längs             | 12-Zylinder-V-Motor (Viertakt), Gabelwinkel 60°, vorne längs |
| Motortyp:                                  | Tipo 213                                                                 | Tipo 226                                                     |
| Hubraum:                                   | 3286 cm³                                                                 | 3286 cm³                                                     |
| Bohrung × Hub:                             | 77 × 58,8 mm                                                             | 77 × 58,8 mm                                                 |
| Leistung bei 1/min:                        | 206 kW (280 PS) bei 7600                                                 | 221 kW (300 PS) bei 8000                                     |
| Max. Drehmoment bei 1/min:                 | 294 Nm bei 5000                                                          | 294 Nm bei 6000                                              |
| Verdichtung:                               | 9,2:1                                                                    | 9,2:1                                                        |
| Gemischaufbereitung:                       | 3 Fallstrom-Doppelvergaser Weber 40DCZ6                                  | 6 Doppelvergaser Weber 40DCN17                               |
| Ventilsteuerung:                           | OHC                                                                      | DOHC                                                         |
| Kühlung:                                   | Wasserkühlung                                                            | Wasserkühlung                                                |
| Getriebe:                                  | 5-Gang-Getriebe, an Hinterachse Hinterradantrieb                         | 5-Gang-Getriebe, an Hinterachse Hinterradantrieb             |
| Radaufhängung vorn:                        | Dreiecklenker, Schraubenfedern                                           | Dreiecklenker, Schraubenfedern                               |
| Radaufhängung hinten:                      | Dreiecklenker, Schraubenfedern                                           | Dreiecklenker, Schraubenfedern                               |
| Bremsen:                                   | Scheibenbremsen rundum, Servo                                            | Scheibenbremsen rundum, Servo                                |
| Lenkung:                                   | Schnecke und Rolle                                                       | Schnecke und Rolle                                           |
| Karosserie:                                | Stahlblech auf Ovalrohrrahmenchassis                                     | Stahlblech auf Ovalrohrrahmenchassis                         |
| Spurweite vorn/hinten:                     | 1401/1417 mm                                                             | 1401/1417 mm                                                 |
| Radstand:                                  | 2400 mm                                                                  | 2400 mm                                                      |
| Abmessungen:                               | 4350 × 1725 × 1200 mm („Short Nose“) 4421 × 1725 × 1200 mm („Long Nose“) | 4421 × 1725 × 1200 mm                                        |
| Leergewicht:                               | 1100 kg                                                                  | 1300 kg                                                      |
| Höchstgeschwindigkeit:                     | 260 km/h                                                                 | 270 km/h                                                     |
| 0–100 km/h:                                | nicht angegeben                                                          | 7,7 s                                                        |
| Verbrauch (Liter/100 Kilometer):           | ca. 19 S                                                                 | ca. 20 S                                                     |
| Preis:                                     | DM 53.600 (1966)                                                         | DM 56.610 (1968)                                             |
| Stückzahl:                                 | 455                                                                      | ca. 330                                                      |